# Associação Académica da Calheta do Maio
O Académica da Calheta é um clube multiesportes de ilha do Maio de Cabo Verde. Há no clube departamentos que incluem futebol, atletismo e futsal.

## Rivalidade
Um único rivalidade este Académico 83 formando uma rivalidade das Académicas da ilha.

## Títulos
- Liga Insular do Maio: 3

2006/07, 2007/08, 2013/14
- Taça do Maio: 2

2006/07, 2013/14

## Futebol

### Palmarés
| Escalão | Nº Presenças | Títulos | Melhor Classificação |
| I       | 3            | 0       | 3a (Grupo A)         |
| II      | 30           | 3       | 1a                   |

### Classificações

#### Nacionais
| Temporada | Div | Pos | Pts   | J | V | E | D | G.M. | G.S. | Diff. |
| 2007      | 1A  | 6   | 2 pts | 5 | 0 | 2 | 3 | 3    | 13   | -10   |
| 2008      | 1B  | 3   | 8 pts | 5 | 2 | 2 | 1 | 8    | 8    | 0     |
| 2014      | 1B  | 4   | 6 pts | 5 | 2 | 0 | 3 | 5    | 8    | -3    |

#### Regionais
| Temporada | Div | Pos | Pts    | J  | V | E | D | G.M. | G.S. | Diff. |
| 2006-07   | 2   | 2   | -      | -  | - | - | - | -    | -    | -     |
| 2008-09   | 2   | 1   | -      | -  | - | - | - | -    | -    | -     |
| 2013-14   | 2   | 1   | 21 pts | 8  | 7 | 0 | 1 | 29   | 5    | +24   |
| 2014-15   | 2   | 4   | 7 pts  | 8  | 2 | 2 | 4 | 11   | 19   | -8    |
| 2015-16   | 2   | 2   | 25 pts | 12 | 8 | 1 | 3 | 27   | 9    | +18   |
| 2016-17   | 2   | 4   | 20 pts | 12 | 6 | 2 | 4 | 17   | 13   | +4    |

## Estadísticas
- Melhor posição: 3a - Grupo B (nacional)
- Melhor posição nas competições das taças/copas: 2a (regional)
- Apresentatas na Campeonato Nacional: 3
- Apresentadas na competições das taças regionais: 7
- Vitórias totais: 4 (nacional)
  - Vitórias totais na casa: 2
- Empatas totais: 4 (nacional)
  - Empatas totais na casa: 1
- Gols totais: 16 (nacional)
- Pontos totais: 16 (nacional)
- Melhor gols totais na temporada, nacional: 8 (2008)
- Melhor vences totais na temporada nacional: 2
- Melhor pontos totais na temporada: 8 (2003)
- Melhores jogos artilheirados na Campeonato Nacional:
  - Bairro 3-3 Académica Calheta, 5 de junho de 2008
  - Fiorentina 2-3 Académica Calheta, 24 de maio de 2008
- Derrotas totais: 4 (nacional)